# Epidendrum melistagum
Epidendrum melistagum är en orkidéart som beskrevs av Eric Hágsater. Epidendrum melistagum ingår i släktet Epidendrum och familjen orkidéer. Inga underarter finns listade i Catalogue of Life.